# Faddej Sivers

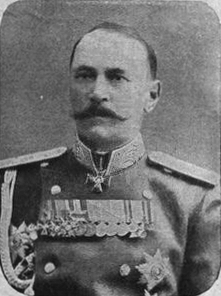
Faddej Sivers.

Faddej Vasiljevitj Sivers (ryska: Фаддей Васильевич Сиверс; tyska: Thadeus von Sievers), född 18 oktober 1853, död 1915, var en rysk (balttysk) baron och militär. 
Sivers blev officer vid infanteriet 1875, generalstabsofficer 1881, överste 1890, regementschef 1899, generalmajor och stabschef 1900, divisionschef 1904, generallöjtnant 1906, chef för 17:e armékåren 1908 och general av infanteriet 1912. 
Under första världskriget förde han först 10:e armékåren (Galizien), sedan 10:e armén, med vilken han i november 1914 inföll i Ostpreussen och besatte östligaste delen av provinsen. I vinterslaget i Masurien, den 4–22 februari 1915, blev han fullständigt slagen av tyska armégruppen Paul von Hindenburg och måste retirera mot Njemen, varefter han entledigades från sin post som arméchef.